# V640 Андромеды
V640 Андромеды (лат. V640 Andromedae) — одиночная переменная звезда в созвездии Андромеды на расстоянии приблизительно 3568 световых лет (около 1094 парсеков) от Солнца. Видимая звёздная величина звезды — от +9,95m до +9,7m.

## Характеристики
V640 Андромеды — красная пульсирующая медленная неправильная переменная звезда (LB) спектрального класса M. Эффективная температура — около 3295 K.